# Ida Wüst

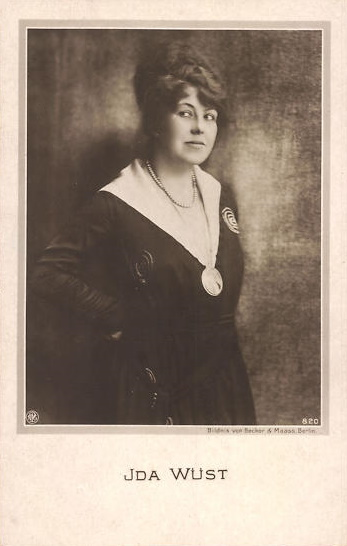
Wüst, etwa 1920

Ida Wüst (* 3. Januar 1879, nach anderen Quellen 1884 in Bockenheim, heute Stadtteil von Frankfurt am Main; † 4. Oktober 1958 in Berlin-Schöneberg) war eine Schauspielerin, deren Karrierehoch in den 1920er- und 1930er-Jahren bei der Universum Film AG (Ufa) lag.

## Leben
Ida Clara Sophia Wüest wurde am 3. Januar 1879 in Bockenheim (heute Stadtteil von Frankfurt am Main) geboren und katholisch getauft, sie selbst hat sich 5 Jahre jünger gemacht. Ihre Eltern waren der Kaufmann Emil Wüest und dessen Frau Clara geb. Kraus in Frankfurt am Main.
Früh entdeckte Wüst die Welt des Theaters für sich. Nach dem Besuch des Lyzeum in Frankfurt am Main nahm Wüst Schauspielunterricht bei Thessa Klinghammer und erhielt bereits im Alter von 16 Jahren ihr erstes Engagement am Stadttheater von Colmar, dem weitere Arbeiten in Bromberg und ab 1904 in Leipzig folgen. 1907 wurde sie Mitglied des Ensembles des Lessing-Theaters in Berlin, wo sie in Hosenrollen und Komödien zur gefragten Darstellerin avancierte, und unter anderem in der Berliner Erstaufführung des Stücks Kammermusik von Heinrich Ilgenstein Erfolge feierte.
Über das Schauspiel lernte Wüst ihren Schauspielkollegen und späteren Ehemann Bruno Kastner kennen, mit dem sie ab 1919 Drehbücher schrieb, und dessen Ehefrau sie bis 1924 blieb.
Ihre erste große Filmrolle spielte Ida Wüst 1922/23 im vierteiligen Stummfilm Tragödie der Liebe, auf den mehrere weitere Stummfilme folgten. Auch im Tonfilm konnte Wüst – anders als viele ihrer Stummfilmkollegen – weitere große Erfolge feiern. Ihre typischen Rollen waren penetrante Tanten, resolute Witwen und aufgetakelte Bürgerfrauen, die ihr in den 1930ern den Spitznamen „Die wüste Ida“ einbrachten. Sie blieb auch dem Theater treu, wo ihre Bühnenerfolge ihrer Karriere weiteren Auftrieb verliehen.
Der Zweite Weltkrieg brachte einen Einbruch in ihrer Karriere. Während der Kriegsjahre spielte sie in Film und Theater nur wenige Rollen. Sie stand 1944 in der Gottbegnadeten-Liste des Reichsministeriums für Volksaufklärung und Propaganda. 1945 schien ihr Karriereende gekommen zu sein.

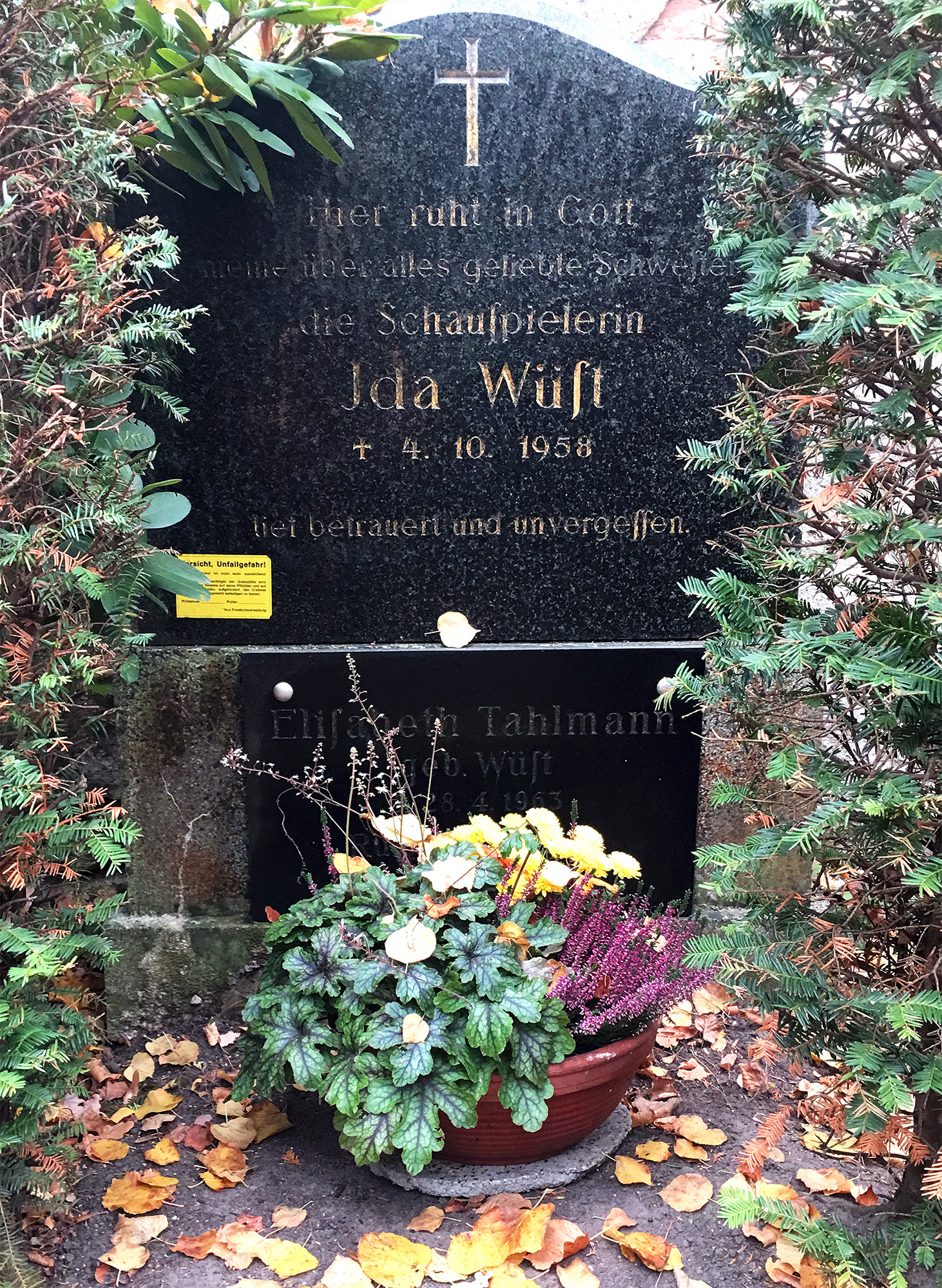
Grabstätte Ida Wüst (2018)

1946 wurde Wüsts Antrag auf Entnazifizierung abgewiesen, da sie während des NS-Regimes Schauspielerkollegen wie Eduard von Winterstein bei der Gestapo denunziert haben soll. Erst 1949 wurde Ida Wüst als „entlastet“ eingestuft, woraufhin sie in den 1950er-Jahren in einigen Filmen rüstige Damen, Großmütter und Intrigantinnen spielte. Auch ans Theater kehrte Ida Wüst zurück, gehörte aber keinem Ensemble mehr an.
In ihrer Karriere stand Wüst an der Seite aller großen Stars ihrer Zeit. Sie drehte mit Heinz Rühmann, den Comedian Harmonists, Hans Albers, Peter Lorre, Paul Henckels, Käthe Dorsch, Hans Moser, Hedy Lamarr, Paul Kemp und Theo Lingen.
Am 4. Oktober 1958 starb Ida Wüst an den Folgen eines Schlaganfalls, der mit einer Lungenentzündung einherging. Ihre Grabstätte befindet sich auf dem Friedhof der Evangelischen Kirchengemeinde Groß Glienicke.

## Filmografie
Als Drehbuchautorin:
- 1919: Nur ein Diener
- 1920: Der König von Paris (2 Teile)

Als Schauspielerin:
- 1912: Im Rampenlicht
- 1923: Tragödie der Liebe
- 1924: Die Puppenkönigin
- 1925: Kammermusik
- 1925: O alte Burschenherrlichkeit
- 1925: Die vertauschte Braut
- 1925: Die Straße des Vergessens
- 1926: Die Königin des Weltbades
- 1926: Die dritte Eskadron
- 1926: Ledige Töchter
- 1927: Die Bräutigame der Babette
- 1927: Das Heiratsnest
- 1927: Unter Ausschluß der Öffentlichkeit
- 1927: Heimweh
- 1927: Venus im Frack
- 1927: Im Luxuszug
- 1927: Feme
- 1927: Mein Freund Harry
- 1927: Der letzte Walzer
- 1927: Königin Luise, 1. Teil: Die Jugend der Königin Luise
- 1927: Der Bettelstudent
- 1928: Der Fall des Staatsanwalts M …
- 1928: Die Königin seines Herzens
- 1928: Großstadtjugend
- 1928: Der Raub der Sabinerinnen
- 1928: Herr Meister und Frau Meisterin
- 1929: Das brennende Herz
- 1929: Vater und Sohn
- 1929: Tagebuch einer Kokotte
- 1929: Fräulein Fähnrich
- 1929: Madame Lu, die Frau für diskrete Beratung
- 1929: Zwischen vierzehn und siebzehn
- 1929: Ruhiges Heim mit Küchenbenutzung
- 1929: Die Kaviarprinzessin
- 1929: Die Nacht gehört uns
- 1930: Der Walzerkönig
- 1930: Die Lindenwirtin
- 1930: Ein Burschenlied aus Heidelberg
- 1930: Drei Tage Mittelarrest
- 1930: Die Firma heiratet
- 1930: Die Csikosbaroness
- 1930: Der keusche Joseph
- 1930: Bockbierfest
- 1930: Das alte Lied
- 1930: Namensheirat
- 1930: Zweierlei Moral
- 1930: Die Marquise von Pompadour
- 1931: Man braucht kein Geld
- 1931: Wenn die Soldaten…
- 1931: Der Stumme von Portici
- 1931: Das verlorene Paradies
- 1931: Elisabeth von Österreich
- 1931: Bomben auf Monte Carlo
- 1931: Mein Leopold
- 1931: Der verjüngte Adolar
- 1931: Schützenfest in Schilda
- 1931: Hurrah – ein Junge!
- 1931: Schön ist die Manöverzeit
- 1931: Zwei himmelblaue Augen
- 1931: Die Nacht ohne Pause
- 1931: Zu Befehl, Herr Unteroffizier
- 1932: Der Sieger
- 1932: Es war einmal ein Walzer
- 1932: Peter Voß, der Millionendieb
- 1932: Melodie der Liebe
- 1932: Aus einer kleinen Residenz
- 1932: Das Lied einer Nacht
- 1932: Ballhaus goldener Engel
- 1932: Zwei glückliche Tage
- 1932: Ja, treu ist die Soldatenliebe
- 1932: Das schöne Abenteuer
- 1932: Das Testament des Cornelius Gulden
- 1932: Mieter Schulze gegen alle
- 1932: Wie sag’ ich’s meinem Mann?
- 1932: Friederike
- 1932: Ich bei Tag und Du bei Nacht
- 1932: Wäsche – Waschen – Wohlergehen
- 1933: So ein Mädel vergißt man nicht
- 1933: Keinen Tag ohne Dich
- 1933: Ein Lied für Dich
- 1933: Kind, ich freu’ mich auf Dein Kommen
- 1933: Kleiner Mann – was nun?
- 1933: Lachende Erben
- 1933: Flüchtlinge
- 1933: Fräulein Hoffmanns Erzählungen
- 1933: Die Wette
- 1933: Der Zarewitsch
- 1933: Des jungen Dessauers große Liebe
- 1934: Einmal eine große Dame sein
- 1934: Annette im Paradies
- 1934: Charleys Tante
- 1934: Frühlingsmärchen
- 1934: Freut Euch des Lebens
- 1934: Die Czardasfürstin
- 1934: Der kühne Schwimmer
- 1934: Jungfrau gegen Mönch
- 1934: Die Liebe und die erste Eisenbahn
- 1935: Warum lügt Fräulein Käthe?
- 1935: Die blonde Carmen
- 1935: Liselotte von der Pfalz
- 1935: Kater Lampe
- 1935: Die ganze Welt dreht sich um Liebe
- 1935: Wenn die Musik nicht wär’
- 1935: Eine Seefahrt, die ist lustig
- 1935: Herbstmanöver
- 1935: Eine Nacht an der Donau
- 1936: Die lustigen Weiber
- 1936: Kater Lampe
- 1936: Der Bettelstudent
- 1936: Nachtwache im Paradies
- 1936: Ein Hochzeitstraum
- 1936: Der lustige Witwenball
- 1937: Heiratsinstitut Ida & Co.
- 1937: Husaren, heraus
- 1937: Fremdenheim Filoda
- 1937: Wenn Du eine Schwiegermutter hast
- 1937: Der Biberpelz
- 1938: Es leuchten die Sterne
- 1938: Diskretion – Ehrensache
- 1938: Das Verlegenheitskind
- 1938: Kleines Bezirksgericht
- 1939: Rote Mühle
- 1939: Die kluge Schwiegermutter
- 1939: Zwei Welten
- 1940: Die unvollkommene Liebe
- 1940: Sieben Jahre Pech
- 1940: Wunschkonzert
- 1941: Sein Sohn
- 1941: Hauptsache glücklich
- 1943: Geliebter Schatz
- 1943: Die beiden Schwestern
- 1944/49: Das Gesetz der Liebe
- 1945: Die Brüder Noltenius
- 1950: Wenn Männer schwindeln
- 1950: Es begann um Mitternacht
- 1951: Eva im Frack
- 1951: Heimat, Deine Sterne
- 1951: Der Jagerloisl vom Tegernsee
- 1952: Ich warte auf Dich
- 1953: Tante Jutta aus Kalkutta
- 1954: Die süßesten Früchte
- 1954: Sonne über der Adria
- 1955: Die Barrings
- 1955: Die Herrin vom Sölderhof
- 1956: Roter Mohn

## Theater
- 1914: Kammermusik (Lessing-Theater, Berlin)
- 1927: Drei arme kleine Mädels (Theater am Nollendorfplatz, Berlin)
- 1928: Musikrevue Es liegt in der Luft (Komödie am Kurfürstendamm Berlin)
- 1932: Neil Grant: Mutter muß heiraten (Mutter) – Regie: ? (Renaissance-Theater Berlin)
- 1940: Die Männer sind nicht dankbar (Kabarett Simpl, Wien)